# Danh sách chính khách LGBT ở Hoa Kỳ
Đây là danh sách theo thứ tự thời gian của các chính khách đồng tính nữ, đồng tính nam, song tính và chuyển giới công khai đã giữ chức vụ tại Hoa Kỳ. Các nhân vật lịch sử chỉ được đưa vào nếu có bằng chứng tài liệu về danh tính queer công khai.
Hầu hết các chính khách LGBT công khai ở Hoa Kỳ là một phần của Đảng Dân chủ, đảng này có lập trường thuận lợi hơn Đảng Cộng hòa đối với quyền LGBT.

## Nội các
| Ảnh | Tên                         | Đảng     | Chức vụ                          | Nhiệm kỳ  | Nội các      | Ghi chú       |
| --- | --------------------------- | -------- | -------------------------------- | --------- | ------------ | ------------- |
|     | Richard Grenell (sinh 1966) | Cộng hòa | Quyền Giám đốc Tình báo Quốc gia | 2020      | Donald Trump | Đồng tính nam |
|     | Pete Buttigieg (sinh 1982)  | Dân chủ  | Bộ trưởng Giao thông vận tải     | 2021–2025 | Joe Biden    | Đồng tính nam |
|     | Scott Bessent (sinh 1962)   | Cộng hòa | Bộ trưởng Ngân khố               | 2025–nay  | Donald Trump | Đồng tính nam |

## Thống đốc
| Ảnh | Tên                       | Đảng    | Bang          | Nhiệm kỳ  | Ghi chú       |
| --- | ------------------------- | ------- | ------------- | --------- | ------------- |
|     | Jim McGreevey (sinh 1957) | Dân chủ | New Jersey    | 2002–2004 | Đồng tính nam |
|     | Kate Brown (sinh 1960)    | Dân chủ | Oregon        | 2015–2023 | Song tính     |
|     | Maura Healey (sinh 1971)  | Dân chủ | Massachusetts | 2015–nay  | Đồng tính nữ  |
|     | Jared Polis (sinh 1975)   | Dân chủ | Colorado      | 2019–nay  | Đồng tính nam |
|     | Tina Kotek (sinh 1966)    | Dân chủ | Oregon        | 2023–nay  | Đồng tính nữ  |

### Phó Thống đốc
| Ảnh | Tên                    | Đảng    | Bang   | Nhiệm kỳ  | Ghi chú       |
| --- | ---------------------- | ------- | ------ | --------- | ------------- |
|     | Kate Brown (sinh 1960) | Dân chủ | Oregon | 2009–2015 | Song tính     |
|     | Josh Tenorio           | Dân chủ | Guam   | 2019–nay  | Đồng tính nam |

## Tiểu bang

### Thượng viện
| Ảnh | Tên                                | Đảng                          | Thượng viện    | Nhiệm kỳ  | Ghi chú       |
| --- | ---------------------------------- | ----------------------------- | -------------- | --------- | ------------- |
|     | Allan Spear (1937–2008)            | Dân chủ                       | Minnesota      | 1973–2001 | Đồng tính nam |
|     | Rick Trombly (sinh 1957)           | Dân chủ                       | New Hampshire  | 1979–2001 | Đồng tính nam |
|     | Richard Tisei (sinh 1962)          | Cộng hòa                      | Massachusetts  | 1991–2011 | Đồng tính nam |
|     | Stan Rosenberg (sinh 1949)         | Dân chủ                       | Massachusetts  | 1991–2018 | Đồng tính nam |
|     | William P. Fitzpatrick (sinh 1961) | Dân chủ                       | Rhode Island   | 1993–1997 | Đồng tính nam |
|     | Cal Anderson (1948–1995)           | Dân chủ                       | Washington     | 1995      | Đồng tính nam |
|     | Kate Brown (sinh 1960)             | Dân chủ                       | Oregon         | 1997–2009 | Song tính     |
|     | Thomas Duane (sinh 1955)           | Dân chủ                       | New York       | 1999–2012 | Đồng tính nam |
|     | Sheila Kuehl (sinh 1941)           | Dân chủ                       | California     | 2000–2008 | Đồng tính nữ  |
|     | Roy Ashburn (sinh 1954)            | Cộng hòa                      | California     | 2002–2010 | Đồng tính nam |
|     | Jennifer Veiga (sinh 1962)         | Dân chủ                       | Colorado       | 2003–2009 | Đồng tính nữ  |
|     | Ken Cheuvront (sinh 1961)          | Dân chủ                       | Arizona        | 2003–2011 | Đồng tính nam |
|     | Tim Carpenter (sinh 1960)          | Dân chủ                       | Wisconsin      | 2003–nay  | Đồng tính nam |
|     | Carole Migden (sinh 1948)          | Dân chủ                       | California     | 2004–2008 | Đồng tính nữ  |
|     | Christine Kehoe (sinh 1952)        | Dân chủ                       | California     | 2004–2012 | Đồng tính nữ  |
|     | Phil Bartlett (sinh 1976)          | Dân chủ                       | Maine          | 2004–2012 | Đồng tính nam |
|     | Roberto Arango                     | Tiến bộ Mới                   | Puerto Rico    | 2005–2011 | Đồng tính nam |
|     | Ed Murray (sinh 1955)              | Dân chủ                       | Washington     | 2007–2013 | Đồng tính nam |
|     | Larry Bliss (sinh 1946)            | Dân chủ                       | Maine          | 2008–2011 | Đồng tính nam |
|     | Jolie Justus (sinh 1971)           | Dân chủ                       | Missouri       | 2007-2015 | Đồng tính nữ  |
|     | Christine Kaufmann (sinh 1951)     | Dân chủ                       | Montana        | 2007–2017 | Đồng tính nữ  |
|     | Richard Madaleno (sinh 1965)       | Dân chủ                       | Maryland       | 2007–2019 | Đồng tính nam |
|     | Mark Leno (sinh 1951)              | Dân chủ                       | California     | 2008–2016 | Đồng tính nam |
|     | David Parks (sinh 1943)            | Dân chủ                       | Nevada         | 2008–2020 | Đồng tính nam |
|     | Nicole LeFavour (sinh 1964)        | Dân chủ                       | Idaho          | 2009–2012 | Đồng tính nữ  |
|     | Kyrsten Sinema (sinh 1976)         | Dân chủ                       | Arizona        | 2011–2012 | Song tính     |
|     | Robert Meza                        | Dân chủ                       | Arizona        | 2011–2019 | Đồng tính nam |
|     | Ricardo Lara (sinh 1974)           | Dân chủ                       | California     | 2012–2019 | Đồng tính nam |
|     | Pat Spearman (sinh 1955)           | Dân chủ                       | Nevada         | 2012–nay  | Đồng tính nữ  |
|     | Adam Ebbin (sinh 1963)             | Dân chủ                       | Virginia       | 2012–nay  | Đồng tính nam |
|     | Becca Balint (sinh 1968)           | Dân chủ                       | Vermont        | 2015–2023 | Đồng tính nữ  |
|     | Diane Sands (sinh 1947)            | Dân chủ                       | Montana        | 2015–nay  | Đồng tính nữ  |
|     | Daniel Innis (sinh 1963)           | Cộng hòa                      | New Hampshire  | 2016–2018 | Đồng tính nam |
|     | Toni Atkins (sinh 1962)            | Dân chủ                       | California     | 2016–nay  | Đồng tính nữ  |
|     | J. D. Ford (sinh 1982)             | Dân chủ                       | Indiana        | 2018–nay  | Đồng tính nam |
|     | Mary L. Washington (sinh 1962)     | Dân chủ                       | Maryland       | 2019–nay  | Đồng tính nữ  |
|     | Nickie Antonio (sinh 1955)         | Dân chủ                       | Ohio           | 2019–nay  | Đồng tính nữ  |
|     | Sam Bell (sinh 1989)               | Dân chủ                       | Rhode Island   | 2019–nay  | Song tính     |
|     | Sarah McBride (sinh 1990)          | Dân chủ                       | Delaware       | 2020–2025 | Chuyển giới   |
|     | John Laird (sinh 1950)             | Dân chủ                       | California     | 2020–nay  | Đồng tính nam |
|     | Shevrin Jones (sinh 1983)          | Dân chủ                       | Florida        | 2020–nay  | Đồng tính nam |
|     | Kim Jackson (sinh 1984)            | Dân chủ                       | Georgia        | 2021–nay  | Đồng tính nữ  |
|     | Jabari Brisport (sinh 1987)        | Dân chủ                       | New York       | 2021–nay  | Đồng tính nam |
|     | Ana Irma Rivera Lassén (sinh 1955) | Movimiento Victoria Ciudadana | Puerto Rico    | 2021–2025 | Đồng tính nữ  |
|     | Ryan Braunberger                   | Dân chủ                       | North Dakota   | 2022–nay  | Đồng tính nam |
|     | Liz Bennett                        | Dân chủ                       | Iowa           | 2023–nay  | Đồng tính nữ  |
|     | Erin Maye Quade (sinh 1986)        | Dân chủ                       | Minnesota      | 2023–nay  | Đồng tính nữ  |
|     | Clare Oumou Verbeten               | Dân chủ                       | Minnesota      | 2023–nay  | LGBT          |
|     | Lisa Grafstein                     | Dân chủ                       | North Carolina | 2023–nay  | LGBT          |
|     | Sabrina Cervantes (sinh 1987)      | Dân chủ                       | California     | 2024–nay  | Đồng tính nữ  |
|     | Danica Roem (sinh 1984)            | Dân chủ                       | Virginia       | 2024–nay  | Chuyển giới   |
|     | RaShaun Kemp                       | Dân chủ                       | Georgia        | 2025–nay  | Đồng tính nam |

### Hạ viện
| Ảnh                   | Tên                                | Đảng                      | Hạ viện        | Nhiệm kỳ  | Ghi chú                  |
| --------------------- | ---------------------------------- | ------------------------- | -------------- | --------- | ------------------------ |
|                       | Elaine Noble (sinh 1994)           | Dân chủ                   | Massachusetts  | 1975–1979 | Đồng tính nữ             |
|                       | Steve Gunderson (sinh 1951)        | Cộng hòa                  | Wisconsin      | 1975–1979 | Đồng tính nam            |
|                       | David Clarenbach (sinh 1953)       | Dân chủ                   | Wisconsin      | 1975–1993 | Đồng tính nam            |
|                       | Rick Trombly (sinh 1957)           | Dân chủ                   | New Hampshire  | 1979–1999 | Đồng tính nam            |
|                       | Richard Tisei (sinh 1962)          | Cộng hòa                  | Massachusetts  | 1985–1991 | Đồng tính nam            |
|                       | Tim Carpenter (sinh 1960)          | Dân chủ                   | Wisconsin      | 1985–2003 | Đồng tính nam            |
|                       | Raymond Buckley (sinh 1959)        | Dân chủ                   | New Hampshire  | 1986–2004 | Đồng tính nam            |
|                       | Stan Rosenberg (sinh 1949)         | Dân chủ                   | Massachusetts  | 1987–1991 | Đồng tính nam            |
|                       | Johnny Ellis (1960–2022)           | Dân chủ                   | Alaska         | 1987–1993 | Đồng tính nam            |
|                       | Cal Anderson (1948–1995)           | Dân chủ                   | Washington     | 1987–1995 | Đồng tính nam            |
|                       | Gail Shibley (sinh 1957/1958)      | Dân chủ                   | Oregon         | 1991–1997 | Đồng tính nữ             |
|                       | Kate Brown (sinh 1960)             | Dân chủ                   | Oregon         | 1991–1997 | Song tính                |
|                       | Glen Maxey (sinh 1952)             | Dân chủ                   | Texas          | 1991–2003 | Đồng tính nam            |
|                       | Deborah J. Glick (sinh 1950)       | Dân chủ                   | New York       | 1991–nay  | Đồng tính nữ             |
|                       | Maggie McIntosh (sinh 1947)        | Dân chủ                   | Maryland       | 1992–2023 | Đồng tính nữ             |
|                       | Althea Garrison (sinh 1940)        | Cộng hòa                  | Massachusetts  | 1993–1995 | Chuyển giới              |
|                       | George Eighmey (sinh 1941)         | Dân chủ                   | Oregon         | 1993–1999 | Đồng tính nam            |
|                       | Patrick Guerriero (sinh 1968)      | Cộng hòa                  | Massachusetts  | 1993–1998 | Đồng tính nam            |
|                       | Tammy Baldwin (sinh 1962)          | Dân chủ                   | Wisconsin      | 1993–1999 | Đồng tính nữ             |
|                       | Gordon Fox (sinh 1961)             | Dân chủ                   | Rhode Island   | 1993–2015 | Đồng tính nam            |
|                       | Sheila Kuehl (sinh 1941)           | Dân chủ                   | California     | 1994–2000 | Đồng tính nữ             |
|                       | Marlene DeChane (1956–2020)        | Dân chủ                   | New Hampshire  | 1994–2008 | Đồng tính nữ             |
|                       | Chuck Carpenter (sinh 1962)        | Cộng hòa                  | Oregon         | 1995–1999 | Đồng tính nam            |
|                       | Ken Cheuvront (sinh 1961)          | Dân chủ                   | Arizona        | 1995–2003 | Đồng tính nam            |
|                       | Tim Van Zandt (sinh 1963)          | Dân chủ                   | Missouri       | 1995–2003 | Đồng tính nam            |
|                       | Ed Murray (sinh 1955)              | Dân chủ                   | Washington     | 1995–2007 | Đồng tính nam            |
|                       | Carole Migden (sinh 1948)          | Dân chủ                   | California     | 1996–2002 | Đồng tính nữ             |
|                       | Roy Ashburn (sinh 1954)            | Cộng hòa                  | California     | 1996–2002 | Đồng tính nam            |
|                       | Mike Pisaturo (sinh 1963)          | Dân chủ                   | Rhode Island   | 1996–2002 | Đồng tính nam            |
|                       | David Parks (sinh 1943)            | Dân chủ                   | Nevada         | 1996–2008 | Đồng tính nam            |
|                       | Reed Gusciora (sinh 1960)          | Dân chủ                   | New Jersey     | 1996–2018 | Đồng tính nam            |
|                       | Diane Sands (sinh 1947)            | Dân chủ                   | Montana        | 1997–1999 | Đồng tính nữ             |
| 2007–2013             | Diane Sands (sinh 1947)            | Dân chủ                   | Montana        |           | Đồng tính nữ             |
|                       | Judy Powers (sinh 1944)            | Dân chủ                   | Maine          | 1997–2001 | Đồng tính nữ             |
|                       | Jennifer Veiga (sinh 1962)         | Dân chủ                   | Colorado       | 1997–2003 | Đồng tính nữ             |
|                       | Lawrence McKeon (1944–2008)        | Dân chủ                   | Illinois       | 1997–2005 | Đồng tính nam            |
|                       | Donna M. Loring (sinh 1948)        | Dân chủ                   | Maine          | 1997–2008 | Đồng tính nữ             |
|                       | Art Feltman (sinh 1958)            | Dân chủ                   | Connecticut    | 1997–2009 | Đồng tính nam            |
|                       | McKim Mitchell (sinh 1954)         | Dân chủ                   | New Hampshire  | 1998–2004 | Đồng tính nam            |
|                       | Jackie Biskupski (sinh 1966)       | Dân chủ                   | Utah           | 1999–2011 | Đồng tính nữ             |
|                       | Christine Kehoe (sinh 1952)        | Dân chủ                   | California     | 2000–2004 | Đồng tính nữ             |
|                       | Corey Corbin (sinh 1969)           | Cộng hòa (2000–2003)      | New Hampshire  | 2000–2004 | Đồng tính nam            |
| Dân chủ (2003–2004)   | Corey Corbin (sinh 1969)           |                           | New Hampshire  | 2000–2004 | Đồng tính nam            |
|                       | Christine Kaufmann (sinh 1951)     | Dân chủ                   | Montana        | 2000–2007 | Đồng tính nữ             |
|                       | Larry Bliss (sinh 1946)            | Dân chủ                   | Maine          | 2000–2008 | Đồng tính nam            |
|                       | Chris Kolb (sinh 1958)             | Dân chủ                   | Michigan       | 2001–2006 | Đồng tính nam            |
|                       | Blake Oshiro (sinh 1970)           | Dân chủ                   | Hawaii         | 2001–2011 | Đồng tính nam            |
|                       | Karla Drenner (sinh 1961)          | Dân chủ                   | Georgia        | 2001–nay  | Đồng tính nữ             |
|                       | John Laird (sinh 1950)             | Dân chủ                   | California     | 2002–2008 | Đồng tính nam            |
|                       | Mark Leno (sinh 1951)              | Dân chủ                   | California     | 2002–2008 | Đồng tính nam            |
|                       | Richard Madaleno (sinh 1965)       | Dân chủ                   | Maryland       | 2003–2007 | Đồng tính nam            |
|                       | Robert Meza                        | Dân chủ                   | Arizona        | 2003–2011 | Đồng tính nam            |
| 2019–nay              | Robert Meza                        | Dân chủ                   | Arizona        |           | Đồng tính nam            |
|                       | Anne Kaiser (sinh 1968)            | Dân chủ                   | Maryland       | 2003–nay  | Đồng tính nữ             |
|                       | Nicole LeFavour (sinh 1964)        | Dân chủ                   | Idaho          | 2004–2008 | Đồng tính nữ             |
|                       | Adam Ebbin (sinh 1963)             | Dân chủ                   | Virginia       | 2004–2012 | Đồng tính nam            |
|                       | Kyrsten Sinema (sinh 1976)         | Dân chủ                   | Arizona        | 2005–2011 | Song tính                |
|                       | Dan Zwonitzer (sinh 1979)          | Cộng hòa                  | Wyoming        | 2005–2025 | Đồng tính nam            |
|                       | Patricia Todd (sinh 1955)          | Dân chủ                   | Alabama        | 2006–2018 | Đồng tính nữ             |
|                       | Edward Butler (sinh 1949)          | Dân chủ                   | New Hampshire  | 2006–2020 | Đồng tính nam            |
|                       | Kathy Webb (sinh 1949)             | Dân chủ                   | Arkansas       | 2007–2013 | Đồng tính nữ             |
|                       | Peter Murphy (sinh 1949)           | Dân chủ                   | Maryland       | 2007–2014 | Đồng tính nam            |
|                       | Mark Ferrandino (sinh 1977)        | Dân chủ                   | Colorado       | 2007–2015 | Đồng tính nam            |
|                       | Tina Kotek (born 1966)             | Dân chủ                   | Oregon         | 2007–2022 | Đồng tính nữ             |
|                       | Vernetta Alston                    | Dân chủ                   | North Carolina | 2020–nay  | Đồng tính nữ             |
|                       | Heather Mizeur (sinh 1972)         | Dân chủ                   | Maryland       | 2007–2015 | Đồng tính nữ             |
|                       | John Pérez (sinh 1969)             | Dân chủ                   | California     | 2008–2014 | Đồng tính nam            |
|                       | Rashad Taylor (sinh 1981)          | Dân chủ                   | Georgia        | 2009–2013 | Đồng tính nam            |
|                       | Simone Bell                        | Dân chủ                   | Georgia        | 2009–2015 | Đồng tính nữ             |
|                       | Cathy Connolly (sinh 1956)         | Dân chủ                   | Wyoming        | 2009–2023 | Đồng tính nữ             |
|                       | Toni Atkins (sinh 1962)            | Dân chủ                   | California     | 2010–2016 | Đồng tính nữ             |
|                       | Ricardo Lara (sinh 1974)           | Dân chủ                   | California     | 2010–2012 | Đồng tính nam            |
|                       | Mary L. Washington (sinh 1962)     | Dân chủ                   | Maryland       | 2011–2019 | Đồng tính nữ             |
|                       | Nickie Antonio (sinh 1955)         | Dân chủ                   | Ohio           | 2011–2019 | Đồng tính nữ             |
|                       | Luke Clippinger (sinh 1972)        | Dân chủ                   | Maryland       | 2011–nay  | Đồng tính nam            |
|                       | Bonnie Cullison (sinh 1954)        | Dân chủ                   | Maryland       | 2011–nay  | Đồng tính nữ             |
|                       | Keisha Waites (sinh 1972)          | Dân chủ                   | Georgia        | 2012–2017 | Đồng tính nữ             |
|                       | Tim Eustace (sinh 1957)            | Dân chủ                   | New Jersey     | 2012–2018 | Đồng tính nam            |
|                       | Shevrin Jones (sinh 1983)          | Dân chủ                   | Florida        | 2012–2020 | Đồng tính nam            |
|                       | Joshua Boschee (sinh 1982)         | Dân chủ                   | North Dakota   | 2012–nay  | Đồng tính nam            |
|                       | Tim Brown (sinh 1962)              | Cộng hòa                  | Ohio           | 2013–2016 | Đồng tính nam            |
|                       | Stephen Skinner                    | Dân chủ                   | West Virginia  | 2013-2016 | Đồng tính nam            |
|                       | Brian Sims (sinh 1978)             | Dân chủ                   | Pennsylvania   | 2013–2022 | Đồng tính nam            |
|                       | Demion Clinco                      | Dân chủ                   | Arizona        | 2014–2015 | Đồng tính nam            |
|                       | Elizabeth Edwards (sinh 1988)      | Dân chủ                   | New Hampshire  | 2014–2018 | Đồng tính nữ             |
|                       | Ryan Fecteau (sinh 1992)           | Dân chủ                   | Maine          | 2014–2022 | Đồng tính nam            |
| 2024–nay              | Ryan Fecteau (sinh 1992)           | Dân chủ                   | Maine          |           | Đồng tính nam            |
|                       | Meagan Simonaire (sinh 1990)       | Cộng hòa (trước năm 2018) | Maryland       | 2015–2019 | Song tính                |
| Dân chủ (từ năm 2018) | Meagan Simonaire (sinh 1990)       |                           | Maryland       | 2015–2019 | Song tính                |
|                       | Liz Bennett                        | Dân chủ                   | Iowa           | 2015–2023 | Đồng tính nữ             |
|                       | Carlos Guillermo Smith (sinh 1980) | Dân chủ                   | Florida        | 2016–2022 | Đồng tính nam            |
|                       | Mark Levine (sinh 1966)            | Dân chủ                   | Virginia       | 2016–2022 | Đồng tính nam            |
|                       | Lois Galgay Reckitt (sinh 1944)    | Dân chủ                   | Maine          | 2016–2023 | Đồng tính nữ             |
|                       | Evan Low                           | Dân chủ                   | California     | 2016–2024 | Đồng tính nam            |
|                       | Sabrina Cervantes (sinh 1987)      | Dân chủ                   | California     | 2016–2024 | Đồng tính nữ             |
|                       | Park Cannon (sinh 1985)            | Dân chủ                   | Georgia        | 2016–nay  | LGBT                     |
|                       | Erin Maye Quade (sinh 1986)        | Dân chủ                   | Minnesota      | 2017–2019 | Đồng tính nữ             |
|                       | Leslie Herod (sinh 1982)           | Dân chủ                   | Colorado       | 2017–nay  | Đồng tính nữ             |
|                       | Sam Park (sinh 1985)               | Dân chủ                   | Georgia        | 2017–nay  | Đồng tính nam            |
|                       | Renitta Shannon (sinh 1979)        | Democratic                | Georgia        | 2017–nay  | Song tính                |
|                       | Kim Abbott (sinh 1979)             | Dân chủ                   | Minnesota      | 2017–nay  | Đồng tính nữ             |
|                       | Sue Mullen                         | Dân chủ                   | New Hampshire  | 2018–2022 | Đồng tính nữ             |
|                       | Joshua Query                       | Dân chủ                   | New Hampshire  | 2018–2022 | Phi nhị nguyên giới      |
|                       | Lisa Bunker (sinh 1982)            | Dân chủ                   | New Hampshire  | 2018–2022 | Chuyển giới              |
|                       | Danica Roem (sinh 1984)            | Dân chủ                   | Virginia       | 2018–2024 | Chuyển giới              |
|                       | Neil Rafferty                      | Dân chủ                   | Alabama        | 2018–nay  | Đồng tính nam            |
|                       | Gerri Cannon (sinh 1953)           | Dân chủ                   | New Hampshire  | 2018–nay  | Chuyển giới              |
|                       | Matthew Wilson (sinh 1984)         | Dân chủ                   | Georgia        | 2019–2023 | Đồng tính nam            |
|                       | Sonya Jaquez Lewis (sinh 1957)     | Dân chủ                   | Colorado       | 2019–nay  | Đồng tính nữ             |
|                       | Raghib Allie-Brennan (sinh 1991)   | Dân chủ                   | Connecticut    | 2019–nay  | Đồng tính nam            |
|                       | Lamont Robinson (sinh 1982)        | Dân chủ                   | Illinois       | 2019–nay  | Đồng tính nam            |
|                       | Brandon Woodard (sinh 1990)        | Dân chủ                   | Kansas         | 2019–nay  | Đồng tính nam            |
|                       | Gabriel Acevero (sinh 1990)        | Dân chủ                   | Maryland       | 2019–nay  | Đồng tính nam            |
|                       | Ashley Bland Manlove (sinh 1986)   | Dân chủ                   | Missouri       | 2019–nay  | Đồng tính nữ             |
|                       | Malcolm Kenyatta (sinh 1990)       | Dân chủ                   | Pennsylvania   | 2019–nay  | Đồng tính nam            |
|                       | Marisabel Cabrera (sinh 1975)      | Dân chủ                   | Wisconsin      | 2019–nay  | Song tính                |
|                       | Kyle Bailey                        | Dân chủ                   | Maine          | 2020–2021 | Đồng tính nam            |
|                       | Jorge Báez Pagán                   | Tiến bộ Mới               | Puerto Rico    | 2020–2021 | Đồng tính nam            |
|                       | Tony Labranche (sinh 2001)         | Dân chủ (đến năm 2022)    | New Hampshire  | 2020–2022 | LGBT                     |
| Độc lập (2022–nay)    | Tony Labranche (sinh 2001)         |                           | New Hampshire  | 2020–2022 | LGBT                     |
|                       | Lisa Belcastro (sinh 1988)         | Dân chủ                   | Maryland       | 2020–2023 | Đồng tính nữ             |
|                       | Alex Lee (sinh 1995)               | Dân chủ                   | California     | 2020–nay  | Song tính                |
|                       | Michele Rayner (sinh 1981)         | Dân chủ                   | Florida        | 2020–nay  | Đồng tính nữ             |
|                       | Heather Meyer (sinh 1980)          | Dân chủ                   | Kansas         | 2021–nay  | Song tính                |
|                       | Adam Scanlon (sinh 1996)           | Dân chủ                   | Massachusetts  | 2021–nay  | Đồng tính nam            |
|                       | Mauree Turner (sinh 1992/1993)     | Dân chủ                   | Oklahoma       | 2021–nay  | Phi nhị nguyên giới      |
|                       | Jessica Benham (sinh 1990)         | Dân chủ                   | Pennsylvania   | 2021–nay  | Song tính                |
|                       | Torrey Harris (sinh 1991)          | Dân chủ                   | Tennessee      | 2021–nay  | Đồng tính nam            |
|                       | Eddie Mannis (sinh 1959)           | Cộng hòa                  | Tennessee      | 2021–nay  | Đồng tính nam            |
|                       | Tiffany Bluemle                    | Dân chủ                   | Vermont        | 2021–nay  | LGBT                     |
|                       | Taylor Small (sinh 1994)           | Cấp tiến                  | Vermont        | 2021–2025 | Chuyển giới              |
|                       | Stacie Laughton (sinh 1984)        | Dân chủ                   | New Hampshire  | 2022      | Chuyển giới              |
|                       | Keturah Herron                     | Dân chủ                   | Kentucky       | 2022–nay  | Phi nhị nguyên giới      |
|                       | Jolanda Jones (sinh 1965)          | Dân chủ                   | Texas          | 2022–nay  | Đồng tính nữ             |
|                       | Jennie Armstrong                   | Dân chủ                   | Alaska         | 2023–nay  | LGBT                     |
|                       | Ashley Carrick                     | Dân chủ                   | Alaska         | 2023–nay  | Song tính                |
|                       | Andrew Gray                        | Dân chủ                   | Alaska         | 2023–nay  | Đồng tính nam            |
|                       | Lorena Austin                      | Dân chủ                   | Arizona        | 2023–nay  | LGBT                     |
|                       | Patty Contreras                    | Dân chủ                   | Arizona        | 2023–nay  | Đồng tính nữ             |
|                       | Oscar De Los Santos                | Dân chủ                   | Arizona        | 2023–nay  | LGBT                     |
|                       | Rick Zbur                          | Dân chủ                   | California     | 2023–nay  | Đồng tính nam            |
|                       | Corey Jackson                      | Dân chủ                   | California     | 2023–nay  | Đồng tính nam            |
|                       | Stephanie Vigil                    | Dân chủ                   | Colorado       | 2023–nay  | LGBT                     |
|                       | Imani Barnes                       | Dân chủ                   | Georgia        | 2023–nay  | LGBT                     |
|                       | Kris Fair (sinh 1984)              | Dân chủ                   | Maryland       | 2023–nay  | Đồng tính nam            |
|                       | Joe Vogel (sinh 1997)              | Dân chủ                   | Maryland       | 2023–nay  | Đồng tính nam            |
|                       | Ashanti Martinez (sinh 1996)       | Dân chủ                   | Maryland       | 2023–nay  | Đồng tính nam            |
|                       | Jason Hoskins                      | Dân chủ                   | Michigan       | 2023–nay  | LGBT                     |
|                       | Noah Arbit (sinh 1995)             | Dân chủ                   | Michigan       | 2023–nay  | Đồng tính nam            |
|                       | Zooey Zephyr (sinh 1989)           | Dân chủ                   | Montana        | 2023–nay  | Chuyển giới              |
|                       | James Roesener                     | Dân chủ                   | New Hampshire  | 2023–nay  | Chuyển giới và song tính |
|                       | Tony Simone (sinh 1970)            | Dân chủ                   | New York       | 2023–nay  | Đồng tính nam            |
|                       | Ben Bowman                         | Dân chủ                   | Oregon         | 2023–nay  | Đồng tính nam            |
|                       | Kameron Nelson                     | Dân chủ                   | South Dakota   | 2023–nay  | Đồng tính nam            |
|                       | Christian Manuel                   | Dân chủ                   | Texas          | 2023–nay  | Đồng tính nam            |
|                       | Venton Jones                       | Dân chủ                   | Texas          | 2023–nay  | Đồng tính nam            |

## Thị trưởng
| Ảnh                 | Tên                              | Đảng             | Bang           | Thị trưởng         | Nhiệm kỳ  | Ghi chú        |
| ------------------- | -------------------------------- | ---------------- | -------------- | ------------------ | --------- | -------------- |
|                     | Ed Koch (1924–2013)              | Dân chủ          | New York       | Thành phố New York | 1978–1989 | Đồng tính nam  |
|                     | Richard A. Heyman (1935–1994)    |                  | Florida        | Key West           | 1983–1985 | Đồng tính nam  |
| 1987–1989           | Richard A. Heyman (1935–1994)    |                  | Florida        | Key West           |           | Đồng tính nam  |
|                     | Bill Crews (sinh 1952)           | Cộng hòa         | Iowa           | Melbourne          | 1984–1998 | Đồng tính nam  |
|                     | Kenneth Reeves (sinh 1951)       | Dân chủ          | Massachusetts  | Cambridge          | 1992–1995 | Đồng tính nam  |
| 2006–2007           | Kenneth Reeves (sinh 1951)       | Dân chủ          | Massachusetts  | Cambridge          |           | Đồng tính nam  |
|                     | Neil Giuliano (sinh 1956)        | Cộng hòa         | Arizona        | Tempe              | 1994–2004 | Đồng tính nam  |
|                     | Christopher Cabaldon (sinh 1965) | Dân chủ          | California     | West Sacramento    | 1998–2020 | Đồng tính nam  |
|                     | Michael R. Nelson                | Dân chủ          | North Carolina | Carrboro           | 1998–2020 | Đồng tính nam  |
|                     | Claire Higgins                   | Dân chủ          | Massachusetts  | Northampton        | 2000–2011 | Đồng tính nữ   |
|                     | Ron Oden (sinh 1950)             | Dân chủ          | California     | Palm Springs       | 2003–2007 | Đồng tính nam  |
|                     | E. Denise Simmons (sinh 1951)    |                  | Massachusetts  | Cambridge          | 2008–2010 | Đồng tính nữ   |
| 2016–2018           | E. Denise Simmons (sinh 1951)    |                  | Massachusetts  | Cambridge          |           | Đồng tính nữ   |
| 2024–nay            | E. Denise Simmons (sinh 1951)    |                  | Massachusetts  | Cambridge          |           | Đồng tính nữ   |
|                     | Tim Eustace (sinh 1957)          | Dân chủ          | New Jersey     | Maywood            | 2008–2011 | Đồng tính nam  |
|                     | Bruce Williams (sinh 1949)       | Dân chủ          | Maryland       | Takoma Park        | 2008–2015 | Đồng tính nam  |
|                     | Sam Adams (sinh 1963)            | Dân chủ          | Oregon         | Portland           | 2009–2012 | Đồng tính nam  |
|                     | Annise Parker (sinh năm 1956)    | Dân chủ          | Texas          | Houston            | 2010–2016 | Đồng tính nữ   |
|                     | Jim Gray (sinh 1953)             | Dân chủ          | Kentucky       | Lexington          | 2011–2019 | Đồng tính nam  |
|                     | Pete Buttigieg (sinh 1982)       | Dân chủ          | Indiana        | South Bend         | 2012–2020 | Đồng tính nam  |
|                     | Robert Garcia (sinh 1977)        | Dân chủ          | California     | Long Beach         | 2014–2012 | Đồng tính nam  |
|                     | Ed Murray (sinh 1955)            | Dân chủ          | Washington     | Seattle            | 2014–2017 | Đồng tính nam  |
|                     | Jenny Durkan (sinh 1958)         | Dân chủ          | Washington     | Seattle            | 2017–2021 | Đồng tính nữ   |
|                     | Liz Ordiales (sinh 1959)         |                  | Georgia        | Hiawassee          | 2017–nay  | Đồng tính nữ   |
|                     | Reed Gusciora (sinh năm 1960)    | Dân chủ          | New Jersey     | Trenton            | 2018–nay  | Đồng tính nam  |
|                     | Lori Lightfoot (sinh 1962)       | Dân chủ          | Illinois       | Chicago            | 2019–2023 | Đồng tính nữ   |
|                     | Betsy Driver (sinh 1964)         | Dân chủ          | New Jersey     | Flemington         | 2019–nay  | Liên giới tính |
| Satya Rhodes-Conway | Satya Rhodes-Conway (sinh 1971)  | Dân chủ          | Wisconsin      | Madison            | 2019–nay  | Đồng tính nữ   |
|                     | Todd Gloria (sinh 1978)          | Dân chủ          | California     | San Diego          | 2020–nay  | Đồng tính nam  |
|                     | Lisa Middleton (sinh 1952)       | Dân chủ          | California     | Palm Springs       | 2021      | Chuyển giới    |
|                     | Edgardo Cruz Vélez               |                  | Puerto Rico    | Guánica            | 2021–nay  | LGBT           |
|                     | Miguel Méndez Pérez              | Dân chủ Nhân dân | Puerto Rico    | Isabela            | 2021–nay  | LGBT           |
|                     | Ty Penserga                      | Dân chủ          | Florida        | Boynton Beach      | 2022–nay  | LGBT           |

## Hội đồng Thành phố
| Ảnh              | Tên                                 | Đảng             | Bang             | Hội đồng thành phố | Nhiệm kỳ  | Ghi chú        |
| ---------------- | ----------------------------------- | ---------------- | ---------------- | ------------------ | --------- | -------------- |
|                  | Harry Britt (1938–2020)             | Dân chủ          | California       | San Francisco      | 1979–1993 | Đồng tính nam  |
|                  | Brian Coyle (1944–1991)             |                  | Minnesota        | Minneapolis        | 1984–1991 | Đồng tính nam  |
|                  | Barbara Wood                        | Dân chủ          | Maine            | Portland           | 1988–?    | Đồng tính nữ   |
|                  | Ricardo Gonzalez (sinh 1946)        | Dân chủ          | Wisconsin        | Madison            | 1989–2000 | Đồng tính nam  |
|                  | Keith St. John (sinh 1957)          | Dân chủ          | New York         | Albany             | 1990–1998 | Đồng tính nam  |
|                  | Joanne Conte (1933–2013)            | Độc lập          | Colorado         | Arvada             | 1991–1995 | Chuyển giới    |
|                  | Sherry Harris                       |                  | Washington       | Seattle            | 1992–1995 | Đồng tính nữ   |
|                  | Antonio Pagán (sinh 1958)           | Dân chủ          | New York         | New York           | 1992–1997 | Đồng tính nam  |
|                  | Thomas Duane (sinh 1955)            | Dân chủ          | New York         | New York           | 1992–1998 | Đồng tính nam  |
|                  | Patti Bushee (sinh 1959)            |                  | New Mexico       | Santa Fe           | 1992–2011 | LGBT           |
|                  | Christine Kehoe (sinh 1952)         | Dân chủ          | California       | San Diego          | 1993–2000 | Đồng tính nữ   |
|                  | Jim McGill (sinh 1951)              |                  | Pennsylvania     | Wilkinsburg        | 1994–2002 | LGBT           |
|                  | Bruce Williams (sinh 1949)          | Dân chủ          | Maryland         | Takoma Park        | 1994–2008 | Đồng tính nam  |
|                  | Steve Zemo                          | Cộng hòa         | Connecticut      | Ridgefield         | 1996–1998 | LGBT           |
| Dân chủ          | Steve Zemo                          | 2000–2006        | Connecticut      | Ridgefield         |           | LGBT           |
|                  | Mary Wiseman (sinh 1961)            | Dân chủ          | Ohio             | Dayton             | 1998–2002 | Đồng tính nữ   |
|                  | Annise Parker (sinh 1956)           | Dân chủ          | Texas            | Houston            | 1998–2004 | Đồng tính nữ   |
|                  | David Catania (sinh 1968)           | Cộng hòa         | Washington, D.C. | Quận Columbia      | 1997–2015 | Đồng tính nam  |
|                  | Cathy Woolard (sinh 1957)           | Dân chủ          | Georgia          | Atlanta            | 1998–2004 | Đồng tính nữ   |
|                  | Phil Reed (1949–2008)               | Dân chủ          | New York         | New York           | 1998–2005 | Đồng tính nam  |
|                  | John Loza (1963–2018)               | Dân chủ          | Texas            | Dallas             | 1998–2016 | LGBT           |
|                  | Louis Escobar (1950–2020)           | Dân chủ          | Ohio             | Toledo             | 1998–2006 | LGBT           |
|                  | Jay Fisette (born 1956)             | Dân chủ          | Virginia         | Quận Arlington     | 1998–2017 | Đồng tính nam  |
|                  | Christine Quinn (sinh 1966)         | Dân chủ          | New York         | New York           | 1999–2013 | Đồng tính nữ   |
|                  | Ken Yeager (sinh 1952)              | Dân chủ          | California       | San Jose           | 2000–2006 | Đồng tính nam  |
| Quận Santa Clara | Ken Yeager (sinh 1952)              | Dân chủ          | California       | 2006–nay           |           | Đồng tính nam  |
|                  | Patty Sheehan                       | Dân chủ          | Florida          | Orlando            | 2000–nay  | LGBT           |
|                  | Robert Lilligren (sinh 1960)        | Dân chủ          | Minnesota        | Minneapolis        | 2002–2014 | Đồng tính nam  |
|                  | Mark Aguirre                        |                  | Delaware         | Rehoboth Beach     | 2003–?    | LGBT           |
|                  | Jim Roth (sinh 1968)                | Dân chủ          | Oklahoma         | Quận Oklahoma      | 2003–2007 | Đồng tính nam  |
|                  | Tom Tunney (sinh 1955               | Dân chủ          | Illinois         | Chicago            | 2003–2023 | Đồng tính nam  |
|                  | Mary Jo Hudson                      | Dân chủ          | Ohio             | Columbus           | 2004–2007 | LGBT           |
|                  | Bill Rosendahl (1945–2016)          | Dân chủ          | California       | Los Angeles        | 2005–2013 | Đồng tính nam  |
|                  | Carl DeMaio (sinh 1974)             | Cộng hòa         | California       | San Diego          | 2008–2012 | Đồng tính nam  |
|                  | Joel Burns (sinh 1969)              |                  | Texas            | Fort Worth         | 2008–2014 | Đồng tính nam  |
|                  | Bruce Kraus (sinh 1954)             | Dân chủ          | Pennsylvania     | Pittsburgh         | 2008–nay  | Đồng tính nam  |
|                  | Chris Seelbach (sinh 1979)          | Dân chủ          | Ohio             | Cincinnati         | 2011–nay  | Đồng tính nam  |
|                  | Pedro Peters Maldonado              | Dân chủ Nhân dân | Puerto Rico      | San Juan           | 2012–?    | Đồng tính nam  |
|                  | Lawrence Webb                       |                  | Virginia         | Falls Church       | 2008–2012 | Đồng tính nam  |
|                  | Steve Hansen                        | Dân chủ          | California       | Sacramento         | 2012–2020 | Đồng tính nam  |
|                  | Steven Morabito                     | Dân chủ          | Massachusetts    | Revere             | 2013–nay  | Đồng tính nam  |
|                  | Ritchie Torres (sinh 1988)          | Dân chủ          | New York         | New York           | 2014–2020 | Đồng tính nam  |
|                  | Carlos Menchaca (sinh 1980)         | Dân chủ          | New York         | New York           | 2014–2021 | Đồng tính nam  |
|                  | Corey Johnson (sinh 1982)           | Dân chủ          | New York         | New York           | 2014–nay  | Đồng tính nam  |
|                  | Darden Rice (sinh 1970)             | Dân chủ          | Florida          | St. Petersburg     | 2014–nay  | Đồng tính nữ   |
|                  | Shannon Hardin (sinh 1987)          | Dân chủ          | Ohio             | Columbus           | 2014–nay  | Đồng tính nam  |
|                  | Jolie Justus (sinh 1971)            | Dân chủ          | Missouri         | Kansas             | 2015–2020 | Đồng tính nữ   |
|                  | Carlos Ramirez-Rosa (sinh 1989)     | Dân chủ          | Illinois         | Chicago            | 2015–nay  | Đồng tính nam  |
|                  | Raymond Lopez (sinh 1978)           | Dân chủ          | Illinois         | Chicago            | 2015–nay  | Đồng tính nam  |
|                  | Kerry McCormack                     | Dân chủ          | Ohio             | Cleveland          | 2016–nay  | LGBT           |
|                  | Betsy Driver (sinh 1964)            | Dân chủ          | New Jersey       | Flemington         | 2017–2019 | Liên giới tính |
|                  | Christopher Constant                | Dân chủ          | Alaska           | Anchorage          | 2017–nay  | LGBT           |
|                  | Felix Rivera                        | Dân chủ          | Alaska           | Anchorage          | 2017–nay  | LGBT           |
|                  | Phillipe Cunningham (sinh năm 1982) | Dân chủ          | Minnesota        | Minneapolis        | 2018–2022 | Chuyển giới    |
|                  | Andrea Jenkins (sinh 1961)          | Dân chủ          | Minnesota        | Minneapolis        | 2018–nay  | Chuyển giới    |
|                  | Althea Garrison (sinh 1940)         | Độc lập          | Massachusetts    | Boston             | 2019–2020 | Chuyển giới    |
|                  | Maria Hadden (sinh 1981)            | Dân chủ          | Illinois         | Chicago            | 2019–nay  | Đồng tính nữ   |
|                  | Jonathan Melton                     | Dân chủ          | North Carolina   | Raleigh            | 2019–nay  | LGBT           |
|                  | Stormie Forte                       | Dân chủ          | North Carolina   | Raleigh            | 2020–nay  | LGBT           |
|                  | Dan Ryan (sinh 1962)                | Dân chủ          | Oregon           | Portland           | 2020–nay  | LGBT           |
|                  | Alberto J. Giménez                  |                  | Puerto Rico      | San Juan           | 2021–nay  | LGBT           |
|                  | David Carr (sinh năm 1987)          | Cộng hòa         | New York         | New York           | 2021–nay  | Đồng tính nam  |
|                  | Theresa Gadus                       | Dân chủ          | Ohio             | Toledo             | 2021–nay  | LGBT           |
|                  | Chi Ossé (sinh 1998)                | Dân chủ          | New York         | New York           | 2022–nay  | LGBT           |
|                  | Liliana Bakhtiari                   | Dân chủ          | Georgia          | Atlanta            | 2022–nay  | LGBT           |
|                  | Rebecca Maurer (sinh 1989)          | Dân chủ          | Ohio             | Cleveland          | 2022–nay  | LGBT           |